# Diócesis de Xinyang
La diócesis de Xinyang o de Sinyang (en latín: Dioecesis Siniamensis y en chino: 天主教信阳教区) es una circunscripción eclesiástica de la Iglesia católica en China. Se trata de una diócesis latina, sufragánea de la arquidiócesis de Kaifeng. Desde el 6 de febrero de 1953 es sede vacante y es administrada por la diócesis de Zhumadian.

## Territorio y organización
La diócesis tiene 30 000 km² y extiende su jurisdicción sobre los fieles católicos de rito latino residentes en parte de la provincia de Henan.
La sede de la diócesis se encuentra en la ciudad prefectura de Xinyang.
En 1950 en la diócesis existían 17 parroquias.

## Historia
La prefectura apostólica de Xinyangzhou (o Sinyangchow) fue erigida el 15 de diciembre de 1927 con el breve Ex hac divi del papa Pío XI, obteniendo el territorio del vicariato apostólico de Kaifengfu (hoy arquidiócesis de Kaifeng).
El 2 de marzo de 1933 cedió una parte de su territorio para la erección de la prefectura apostólica de Zhumadian (hoy diócesis de Zhumadian) mediante el breve Supremi Apostolatus del papa Pío XI.
El 25 de abril de 1933 la prefectura apostólica fue elevada al rango de vicariato apostólico con el breve Ea omnia del papa Pío XI.
El 11 de abril de 1946 el vicariato apostólico fue elevado a diócesis con la bula Quotidie Nos del papa Pío XII, tomando al mismo tiempo el nombre de diócesis de Xinyang (o Sínyang).
El 1 de abril de 1949 el Partido Comunista de China capturó Xinyang, se impuso en la guerra civil y proclamó la República Popular China el 1 de octubre de 1949. El 4 de septiembre de 1951 China comunista expulsó al nuncio apostólico Antonio Riberi y la Santa Sede continuó reconociendo a la República de China en Taiwán como el legítimo gobierno chino. Todos los misioneros extranjeros fueron expulsados de China comunista en 1952, entre ellos el obispo Antonio Pott.
La Asociación Patriótica Católica China fue creada con el apoyo de la Oficina de Asuntos Religiosos de la República Popular de China en 1957, con el objetivo de controlar las actividades de los católicos en China. Su nombre público es Iglesia católica china y es referida como la "Iglesia oficial" en contraposición a la "Iglesia subterránea" o "Iglesia clandestina" leal a la Santa Sede.
En el período de 1966 a 1976 la Revolución Cultural se ensañó especialmente contra la religión, destruyéndose numerosas iglesias y cesaron todas las actividades religiosas en la diócesis. La diócesis reasumió sus actividades en la década de 1980.
Al menos hasta 2010 la diócesis nunca tuvo obispos, tras la expulsión de los padres verbitas en 1950 y es administrada por la diócesis de Zhumadian.
El 22 de septiembre de 2018 se firmó en Pekín el Acuerdo provisional entre la Santa Sede y la República Popular de China sobre el nombramiento de los obispos. El 22 de octubre de 2020 el acuerdo fue prorrogado por otros dos años y en octubre de 2022 por otros dos años más.
Debido a la situación particular de la Iglesia católica en China, la Santa Sede no nombra obispos para las diócesis chinas, que son sedes oficialmente vacantes incluso en presencia de obispos reconocidos por Roma.

## Estadísticas
Según el Anuario Pontificio 2002 la diócesis tenía a fines de 1950 un total de 13 654 fieles bautizados.
| Año                                                                             | Población            | Población | Población      | Sacerdotes | Sacerdotes    | Sacerdotes    | Bautizados por sacerdote | Diáconos permanentes | Religiosos | Religiosos | Parroquias |
| Año                                                                             | Bautizados católicos | Total     | % de católicos | Total      | Clero secular | Clero regular | Bautizados por sacerdote | Diáconos permanentes | Varones    | Mujeres    | Parroquias |
| ------------------------------------------------------------------------------- | -------------------- | --------- | -------------- | ---------- | ------------- | ------------- | ------------------------ | -------------------- | ---------- | ---------- | ---------- |
| 1950                                                                            | 13 654               | 6 000     | 0.2            | 34         | 3             | 31            | 401                      |                      | 12         | 28         | 17         |
| Fuente: Catholic-Hierarchy, que a su vez toma los datos del Anuario Pontificio. |                      |           |                |            |               |               |                          |                      |            |            |            |

## Episcopologio
- Georg Froewis, S.V.D. † (1 de agosto de 1928-25 de abril de 1933 renunció)
- Hermann Schoppelrey, S.V.D. † (13 de diciembre de 1933-5 de mayo de 1940 falleció)
- Vito Chang Tso-huan, S.V.D. † (8 de julio de 1941-13 de noviembre de 1949 renunció[nota 1])
  - Antonio Pott, S.V.D. † (8 de marzo de 1951-6 de febrero de 1953 renunció) (obispo electo)
  - Sede vacante